# 卷毛秋海棠
卷毛秋海棠（学名：Begonia cirrosa）是秋海棠科秋海棠属的植物，为中国的特有植物。分布于中国大陆的云南、广西等地，生长于海拔1,000米的地区，一般生于密林石下，目前已由人工引种栽培。

## 别名
皱波秋海棠（云南种子植物名录）

## 异名
- Begonia fooningensis C. Y. Wu